# 390 (szám)
A 390 (római számmal: CCCXC) egy természetes szám.

## A szám a matematikában
A tízes számrendszerbeli 390-es a kettes számrendszerben 110000110, a nyolcas számrendszerben 606, a tizenhatos számrendszerben 186 alakban írható fel.
A 390 páros szám, összetett szám, kanonikus alakban a 21 · 31 · 51 · 131 szorzattal, normálalakban a 3,9 · 102 szorzattal írható fel. Tizenhat osztója van a természetes számok halmazán, ezek növekvő sorrendben: 1, 2, 3, 5, 6, 10, 13, 15, 26, 30, 39, 65, 78, 130, 195 és 390.
A 390 négyzete 152 100, köbe 59 319 000, négyzetgyöke 19,74842, köbgyöke 7,30614, reciproka 0,0025641. A 390 egység sugarú kör kerülete 2450,44227 egység, területe 477 836,24261 területegység; a 390 egység sugarú gömb térfogata 248 474 846,2 térfogategység.